# Джон Грінліф Віттієр
Джон Грінліф Віттієр (нар. 17 грудня 1807 року, Гейврілл, Массачусетс — 7 вересня 1892, Гемптон-Фоллз, Нью-Гемпшир) — американський поет.

## Біографія
Як журналіст, на початку своєї кар'єри він працював у різних газетах у Гейвріллі та Бостоні. Був помічником редактора New England Weekly Review. Це періодичне видання, що виходило в Гартфорді, штат Коннектикут, було головним рупором вігів того часу. Віттієр був квакером і активним противником рабства на Півдні. Він був членом Американського товариства боротьби з рабством. У своїй журналістській роботі, а також у таких віршах, як «Ichabod» висловлював думки аболіціоністського спрямування. Окрім великого поетичного доробку, він написав роман «Листки з щоденника Маргарет Сміт» (1849). У 1871 році він був обраний членом Американської академії мистецтв і наук.
За життя Віттієр був одним із найшанованіших письменників США, нині він майже впав у забуття. Проте кілька його гімнів співаються й сьогодні, особливо «Любий Господе й Батьку людства» (Dear Lord and Father of mankind).
На його честь названо численні топоніми, напр. поселення квакерів Віттієр в Каліфорнії та гора Віттіер в окрузі Керролл, штат Нью-Гемпшир, на півночі гір Оссіпі.
Його літньою резиденцією було містечко Оссіпі, Нью-Гемпшир.